# Новомитропольский сельсовет
Новомитропольский сельсовет — упразднённые административно-территориальная единица и муниципальное образование (сельское поселение) в Тюхтетском районе Красноярского края.
Административный центр — село Новомитрополька.
Сельское поселение было упразднено в марте-апреле 2020 года в связи с преобразованием Тюхтетского муниципального района в муниципальный округ, переходный период до 1 января 2021 года. На уровне административно-территориального устройства соответствующий сельсовет был упразднён со 2 августа 2021 года в связи с преобразованием Тюхтетского района в округ.

## История
Статус и границы сельского поселения установлены Законом Красноярского края от 25 февраля 2005 года № 13-3119 «Об установлении границ и наделении соответствующим статусом муниципального образования Тюхтетский район и находящихся в его границах иных муниципальных образований»

## Население
| 2010 | 2012 | 2013 | 2014 | 2015 | 2016 | 2017 |
| ---- | ---- | ---- | ---- | ---- | ---- | ---- |
| 756  | ↘744 | ↘723 | ↘700 | ↘691 | ↘686 | ↘664 |

## Состав сельского поселения
В состав сельского поселения входят 7 населённых пунктов:
| № | Населённый пункт | Тип населённого пункта       | Население |
| - | ---------------- | ---------------------------- | --------- |
| 1 | Алексеевка       | деревня                      | 3         |
| 2 | Васильевка       | село                         | 150       |
| 3 | Куликовка        | деревня                      | 19        |
| 4 | Ларневка         | деревня                      | 182       |
| 5 | Никольск         | деревня                      | 44        |
| 6 | Новомитрополька  | село, административный центр | 349       |
| 7 | Чиндат           | посёлок                      | 9         |

## Местное самоуправление
Новомитропольский сельский Совет депутатов
Дата избрания: 14.03.2010. Срок полномочий: 5 лет. Количество депутатов: 7
Глава муниципального образования
- Захаренко Владимир Иванович. Дата избрания: 14.03.2010. Срок полномочий: 5 лет